# Santa Fé (locomotive)
Pour les articles homonymes, voir Santa Fé.

Disposition d'essieux "Santa Fé".

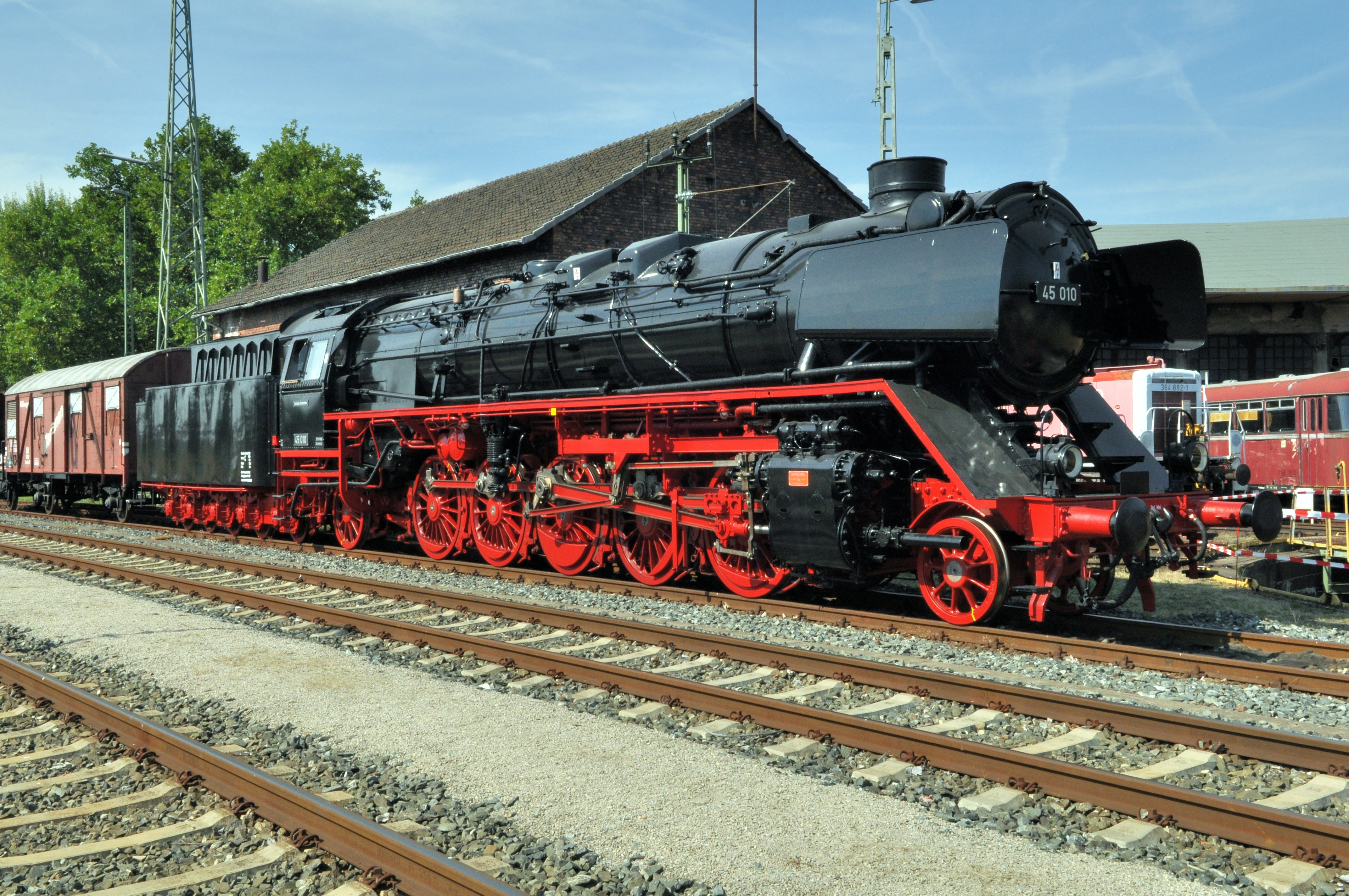
Une « Santa Fé » des chemins de fer allemands de la série 45.

Santa Fé est un type de locomotive à vapeur dont les essieux ont la configuration suivante (de l'avant vers l'arrière) :
- 1 essieu porteur sur un bogie ou en bissel
- 5 essieux moteurs
- 1 essieu porteur sur un bogie ou en bissel

## Codification
Ce qui s'écrit :
- 2-10-2 en codification Whyte.
- 151 en codification d'Europe continentale.
- 1E1 en codification allemande et italienne.
- 57 en codification turque.
- 5/7 en codification suisse.

## Utilisation

### France
En France, les premières locomotives qui correspondaient à cette disposition d'essieux furent des locomotives-tenders mises en service par la Compagnie de l'Est en 1913, et qui seront appelées Lorraine seulement sur ce réseau.

#### Locomotives-tenders
Compagnie de l'Est151 T Est 5001 et 5002 et 5901 à 5925 de 1913 à 1925, futures : 1-151 TA 701 à 727
151 T Est 151751 à 151780 de 1930 à 1931, futures : 1-151 TC 751 à 780
Syndicat des Chemins de fer de CeintureCeinture 5001 à 5012 de 1928 à 1930, futures : 2-151 TA 1 à 12
Réseau de l'ALT19 8201 à 8213 de 1930 à 1933, futures : 1-151 TB 201 à 213
SNCF151 TQ 1 à 22 de 1940 à 1952

#### Locomotives à tender séparé
Réseau de l'ALG16 5901 et 5902 prototypes de 1936 et 1937, futures : 1-151 A 901 et 902
Compagnie des Chemins de fer de Paris à Lyon et à la Méditerranée151 PLM 1 à 10 de 1932, futures : 5-151 A 1 à 10

### Allemagne

#### Locomotives à tender séparé
Deutsche Reichsbahn faisait construire 28 locomotives de la classe 45 entre 1936 et 1940. Elles étaient les plus puissantes locomotives à vapeur allemandes, et étaient utilisées pour des trains marchandises lourdes.

#### Locomotives-tenders
Halberstadt-Blankenburger Eisenbahn
Quatre locomotives connues comme « Tierklasse » et nommées Mammut, Wisent, Büffel et Elch ont été construites par Borsig en 1920 et 1921 pour remplacer les locomotives à crémaillère sur la ligne Blankenburg - Tanne.
Chemins de fer d'État de la Prusse / Deutsche Reichsbahn
Les locomotives de la classe T20 sont développées par les chemins de fer de la Prussie pour les lignes de montagne, mais sont déjà mises en service par Deutsche Reichsbahn en 1923 et 1924 et deviennent la classe 95.
Deutsche Reichsbahn
- Classe 84 pour la ligne Heidenau - Altenberg (Monts Métallifères)[4]
- Classe 85 pour les lignes de la Forêt-Noire[4]
- Classe 99.22 pour la voie métrique[5]
- Classe 99.73 pour la voie de 750 mm[5]

Deutsche Reichsbahn (RDA)
- Classe 99.23 pour la voie métrique[5]
- Classe 99.77 pour la voie de 750 mm[5]

plusieurs compagnies privées et minières
Des locomotives 151 sont mises en service pour des trains marchandises lourdes.